# Arriva Trains Wales
Arriva Trains Wales (wal. Trenau Arriva Cymru) – brytyjski przewoźnik kolejowy posiadający koncesję na obsługę tras pasażerskich w Walii oraz w graniczących z nią hrabstwach zachodniej Anglii. Okres koncesyjny rozpoczął się 8 grudnia 2003 i trwał do roku 2018. Właścicielem firmy jest koncern Arriva.

## Tabor
Obecnie firma korzysta z następujących pociągów:
- British Rail Class 121 (1 zestaw)[3]
- British Rail Class 142 (15 zestawów)[4]
- British Rail Class 143 (15 zestawów)[5]
- British Rail Class 150 (33 zestawy)[6]
- British Rail Class 153 (8 zestawów)[7]
- British Rail Class 158 (24 zestawy)[8]
- British Rail Class 175 (27 zestawów)[9]
- wagony British Rail Mark 2 (22 sztuki)[10]